# Dentimargo pumila
Dentimargo pumila là một loài ốc biển, là động vật thân mềm chân bụng sống ở biển trong họ Marginellidae, họ ốc mép.

## Miêu tả
The size of the shell is 5 mm

## Phân bố
Chúng phân bố ở Ấn Độ Dương dọc theo Madagascar, Mauritius và Réunion; ở Thái Bình Dương dọc theo Hawaii